# Gaius Geminius Priscus
Gaius Geminius Priscus war ein im 1. und 2. Jahrhundert n. Chr. lebender Angehöriger des römischen Ritterstandes (eques). Durch eine Inschrift aus Laumellum, dem heutigen Lomello, sind einzelne Stationen seiner Laufbahn bekannt, die er vermutlich im frühen 2. Jahrhundert absolvierte.

## Leben
Die Reihenfolge der Ämter, die Gaius Geminius Priscus bekleidete, geht aus der Inschrift mit seinem cursus honorum nicht eindeutig hervor. Am wahrscheinlichsten ist, dass er zunächst als praefectus fabrum einem Magistrat oder Proconsul in einer der senatorischen Provinzen des römischen Reiches zugeordnet war. Seine militärische Laufbahn begann er im Anschluss als Präfekt der Cohors I Breucorum, die in der Provinz Raetia stationiert war. Allerdings wurde ihm dieses Kommando nur pro forma übertragen (libero commeatu), da er sich wohl an einem anderen Ort aufhielt. Dies könnte entweder als besonderes Privileg für Priscus gemeint gewesen sein oder auf eine außerordentliche Beurlaubung hindeuten.
Danach wurde er Präfekt einer Ala Augusta. Es gab mehrere Einheiten, die in Inschriften als Ala Augusta bezeichnet werden. Geminius Priscus könnte daher eine der folgenden Einheiten befehligt haben: die Ala I Augusta Gallorum, die in der Provinz Mauretania Tingitana stationiert war, die Ala I Augusta Gallorum Proculeiana, die in Britannia stationiert war oder die Ala I Augusta Thracum, die zum Zeitpunkt seines Kommandos entweder in Rätien oder in Noricum stationiert war.
Die letzte Stufe in seiner Laufbahn war dann vermutlich das Kommando als Tribun der Cohors II Praetoria. Allerdings steht diese Position bei der Aufzählung der bekleideten Posten in der Inschrift ganz am Ende, obwohl es sich ansonsten allem Anschein nach um einen „absteigenden“, also die wichtigeren Ämter zuerst nennenden cursus honorum handelt. Hinzu kommt, dass der Inschriftenstein verloren gegangen ist und zumindest der noch erhaltenen Abzeichnung zufolge in dem Text das Wort „Tribun“ ausgelassen wurde. Es ist daher auch vermutet worden, dass sein Dienst in der Cohors II Praetoria nicht am Ende, sondern ganz am Anfang seiner Karriere stand und er dort als einfacher Soldat tätig war. Dann hätte er allerdings zwischen dieser Zeit und seiner Ernennung zum praefectus fabrum zunächst noch zum Centurio und dann zum Primus Pilus befördert werden müssen.

## Familie
Geminius Priscus stammte vermutlich aus der Gemeinde Laumellum, da die Inschrift dort von zweien seiner Freigelassenen namens Piarus und Martialis in Auftrag gegeben wurde. Eine weitere (unvollständig erhaltene) Inschrift, die ebenfalls dem Geminius Priscus zuzurechnen ist, wurde in der näheren Umgebung gefunden. Aus einer weiteren Inschrift ist eine Geminia Prisca bekannt, bei der es sich wahrscheinlich um eine Tochter des Geminius Priscus handelt.